# Günther Anders
Pour les articles homonymes, voir Stern, Günther Anders (directeur de la photographie) et Anders.
Günther Anders (né Günther Siegmund Stern) est un philosophe, journaliste et essayiste allemand puis autrichien, né le 12 juillet 1902 à Breslau et mort à Vienne le 17 décembre 1992. Ancien élève de Husserl et Heidegger et premier époux de Hannah Arendt, il est connu pour être un critique de la technologie important et un auteur pionnier du mouvement antinucléaire. Le principal sujet de ses écrits est la destruction de l'humanité.
Günther Anders a traité du statut de philosophe, de la Shoah, de la menace nucléaire et de l'impact des médias de masse sur notre rapport au monde, jusqu'à vouloir être considéré comme un « semeur de panique » : selon lui, « la tâche morale la plus importante aujourd'hui consiste à faire comprendre aux hommes qu'ils doivent s’inquiéter et qu'ils doivent ouvertement proclamer leur peur légitime ».
Il a été récompensé de nombreux prix pour son travail, dont le Deutscher Kritikerpreis de 1967 et le prix Theodor-W.-Adorno de 1983.

## Biographie

### Enfance et formation
Günther Anders est né le 12 juillet 1902 à Breslau (province de Silésie, royaume de Prusse). Il est le deuxième enfant des psychologues William et Clara Stern, mais aussi le cousin de Walter Benjamin. En 1917, à 15 ans, il est enrôlé  de force dans une association scolaire paramilitaire et envoyé à Rimogne dans les Ardennes françaises pour détruire les cultures sous couvert de les récolter. Il voit des soldats estropiés et des traitements humiliants infligés aux populations civiles. Il est lui-même torturé par les autres membres du groupe car il est le seul juif.
Anders obtient son doctorat en 1924 sous la direction d'Edmund Husserl, et étudie ensuite durant les années 1920 avec le philosophe Martin Heidegger. Il participe à ses séminaires avec Hans Jonas et Hannah Arendt, avec qui il est marié de 1929 à 1937. Günther Anders tente en 1929 d'obtenir une habilitation à l'université de Francfort, sous la direction de Paul Tillich, en présentant ses recherches philosophiques sur les situations musicales. Elle lui est refusée à cause des réserves émises par l'un des membres du jury, assistant de Tillich : Theodor W. Adorno.
Cet échec l'empêchant d'entrer dans la carrière universitaire, il se tourne vers le journalisme,. Bertolt Brecht lui trouve un travail dans un journal de Vienne ; il y publie des textes philosophiques, des poèmes, des articles sur tous les sujets dont personne ne veut (faits divers et autres). Le rédacteur en chef souhaite qu'il choisisse un pseudonyme, car plus de la moitié des articles proviennent de Stern. Stern lui demande alors de le nommer autrement, le rédacteur décide ainsi de le nommer « Anders », ce qui veut dire « autrement » en allemand. Il continuera de publier sous son véritable nom les traités philosophiques.
Quand Bertolt Brecht est arrêté, il fuit à Paris de peur d'être arrêté à son tour.

### Les exils: France et États-Unis
À Paris, il retrouve son cousin Walter Benjamin et fait la connaissance de Stefan Zweig ainsi que d'Alfred Döblin. Il émigre ensuite seul aux États-Unis en 1936, sans Hannah Arendt dont il divorce en 1937. Il s'installe en Californie à Los Angeles où son père a une chaire de professeur et va exercer divers petits métiers tels que répétiteur d'une fille d'Irving Berlin, travailleur en usine et accessoiriste de cinéma.
Durant la fin des années 1930, il publie des recensions dans la Revue pour la recherche sociale, le journal de l'Institut pour la recherche sociale, organe lié à ce qu'on a ensuite appelé l'école de Francfort. Son intégration à ce groupe n'est cependant pas nette, puisqu'il n'y publie pas d'articles. Il explique y avoir été mal perçu car ancien disciple de Martin Heidegger.
En 1939, il épouse l'écrivaine autrichienne Elisabeth Freundlich (de) à Hollywood et essaie sans succès d'écrire des scripts ; puis il se retrouve à travailler comme accessoiriste. Il réside pendant quelque temps dans la maison de Herbert Marcuse à San Diego.

### Installation en Autriche et engagement politique
Günther Anders décide de rentrer en Europe en 1950. Il refuse de retourner en Allemagne et de prendre un poste de professeur, proposé par Ernst Bloch, à l'université de Halle, en RDA. Il vit d'abord à Vienne, puis s'installe à Bad Ischl, une station thermale située près de Salzbourg.
Il publie en 1956 le premier tome de son grand œuvre, L'Obsolescence de l'homme. Il s'engage alors de plus en plus dans des combats politiques, inscrivant ses écrits dans la lutte contre la prolifération nucléaire, faisant des bombardements d'Hiroshima et de Nagasaki les événements cruciaux d'une modernité technique pouvant mener à la destruction de toute vie sur terre. Il multiplie alors les textes : récits, articles, essais, lettres, poèmes, pamphlets. Sa notoriété intellectuelle et son influence sur la société sont importantes : il est alors perçu comme le « cofondateur de la lutte anti-nucléaire ».
En 1958, il se rend au Japon pour un congrès antinucléaire et visite Hiroshima. Il tire de ce voyage l'essai L'Homme sur le pont. L'année suivante, il entame une correspondance avec Claude Eatherly, commandant de bord de l'avion météorologique qui accompagnait le bombardier d'Hiroshima. Il envoie également des lettres ouvertes à Francis Gary Powers, pilote américain dont l'arrestation en survol de l'URSS avait failli déclencher une guerre nucléaire (lettres reprises dans l'ouvrage Le Rêve des machines), ou encore à Klaus Eichmann, à la suite du procès de son père Adolf Eichmann (lettres reprises dans l'ouvrage Nous, fils d'Eichmann).
Günther Anders reçoit, durant cette période, de nombreux prix, dont le prix de la critique allemande (1967), le prix de littérature de l'Académie bavaroise des beaux-arts (Bayerische Akademie der Schönen Künste) (1978), le prix de l'État autrichien pour la publication culturelle (1979), le prix de la ville de Vienne (1980), et le prix Theodor W. Adorno de la ville de Francfort (1983).
Il refuse de nouveau un poste de professeur à l'université libre de Berlin et devient en 1968 membre du jury du tribunal Russell sur les crimes contre l'humanité.
En 1986, il suscite la controverse à la suite de ses propos sur les suites politiques à donner à l'explosion de la centrale de Tchernobyl. En effet, alors qu'il était depuis presque trente ans l'un des maîtres à penser du mouvement non-violent contre le développement nucléaire, il affirme dans plusieurs entretiens que ce « théâtre » et ces « happenings » non-violents ne sont plus suffisants, et qu'il faut passer à l'intimidation des puissants, voire à une violence de « légitime défense ». Ses réflexions sont réunies dans le livre La violence : oui ou non.
Il décède le 17 décembre 1992 à Vienne à l'âge de 90 ans.

## Œuvre

### Une critique de la technique
L'œuvre de Günther Anders s'inscrit dans un rapport critique à la philosophie, qu'il convie à s'intéresser non à elle-même mais au monde, à commencer par ce qu'il considère comme les deux événements majeurs du XXe siècle : Auschwitz et Hiroshima.
Son œuvre est traversée par l'idée d'un « décalage prométhéen », introduit par l'époque industrielle, entre nos facultés de fabrication et notre capacité d'imagination. Cette situation fait de nous ce qu'il appelle des « utopistes inversés » qui, au lieu de se représenter un monde qu'ils ne peuvent encore produire, en produisent un qu'ils ne peuvent plus se représenter. L'Obsolescence de l'homme illustre ce thème. Sa première partie, « Sur la honte prométhéenne », dresse le tableau d'une humanité humiliée face à la qualité de sa production technique. La deuxième, « Le monde comme matrice et comme fantôme : Considérations philosophiques sur la radio et la télévision », examine la transformation de notre rapport au monde sous l'effet de ces médias. Dans la troisième, dont le titre « Être sans temps » parodie celui de Être et Temps de Martin Heidegger, Anders analyse la pièce En attendant Godot de Samuel Beckett comme peinture réussie d'un état de désœuvrement généralisé, propre à l'homme moderne. La quatrième partie, « Sur la bombe et les causes de notre aveuglement face à l'apocalypse », clôt l'ouvrage sur la perspective d'un monde où « le « laboratoire » devient coextensif au globe ».
Nous, fils d'Eichmann reprend les textes qu'il a publiés sous la forme de lettres ouvertes adressées au fils du haut fonctionnaire du Troisième Reich et officier SS, Adolf Eichmann. Anders voit dans l'entreprise d'extermination nazie, non un accident historique, mais le produit d'une modernité marquée d'une part par le décalage entre ce que l'homme est capable de faire et ce qu'il est capable de penser, et de l'autre par la division du travail qui, poussée à l'extrême, tend à transformer les hommes et le monde lui-même en machines.
Dans Hiroshima est partout, ce sont ses échanges avec Claude Eatherly, le pilote qui a donné le signal d'une météorologie favorable pour le premier bombardement atomique, qui nourrissent une réflexion sur l'incapacité de la conscience humaine à se placer à la hauteur de la puissance conférée par la technique. Il introduit ainsi le terme « surliminal » pour désigner, par opposition à « subliminal », ce qui est trop grand pour être perçu : quand il est question de 200 000 morts, il devient impossible à quiconque de ressentir de la douleur.
Son entretien intitulé Et si je suis désespéré, que voulez-vous que j'y fasse ? explicite le sens de cette devise inspirée d'une formule de Goethe déjà reprise par Nietzsche : il ne s'agit pas de faire du désespoir, aussi lucidement fondé qu'il soit, une source d'auto-apitoiement, mais plutôt d'affirmer qu'il n'enlève rien à l'urgence de l'exhortation et de l'action.

### L'exagération comme méthode
L’exagération méthodique de Günther Anders semble tout d’abord s’inscrire dans un rapport problématique à la notion traditionnelle de vérité. Qui plus est, Anders ne motive pas sa démarche critique par des raisons métaphysiques, logiques, ou même épistémologiques ou linguistiques. Avant toute chose, l’exagération correspond pour lui à une intention politique :

« Le mignon est donc une catégorie politique.»
« La contre-action : l’activité de ceux qui mènent les faits minimisés à la hauteur du visible, qui rendent leur format approprié aux phénomènes réprimés, qui corrigent le défiguré, est désignée [sic] d'« exagération ». L’expression est d’un usage si courant que nous ne voyons aucune raison de ne pas la reprendre. […] Si les philosophes, habitués à travailler à l’œil nu, rejettent l’exagération comme non sérieuse – et la plupart le font évidemment – ils ne valent nullement mieux, c’est-à-dire : ils ne sont pas moins obsolètes et ridicules que ne le seraient des virologues qui rejetteraient les microscopes, qui défendraient donc une « virologie à l’œil nu ». »

— Günther Anders
Dans l’optique d’une vérité comme correspondance entre chose et pensée, objet et jugement, l’exagération paraît inadmissible. La pensée ou le jugement exagéré ne représente pas les choses telles qu’elles sont, ne dit pas de l’être ce qu’il est, mais le déforme dans son expression. L’exagération relève du discours faux, de l’inadéquation des choses et de l’intellect. Dans cette perspective, il n’y aurait sans doute pas lieu de s’intéresser davantage à l’exagération.
Anders ajoute cependant une nuance ontologique nouvelle à la situation épistémique traditionnelle : les faits ne paraissent pas tels qu’ils sont, ils sont minimisés. Il ne s'agit pas d'une variante de la critique de la connaissance traditionnelle. Par exemple, Anders n’est pas kantien au sens où il affirmerait une non-adéquation de principe entre la chose en soi et son phénomène. Le non-rapport n’est ni d’essence, ni de principe, ni même une donnée contingente. La chose, le monde auquel s’intéresse Anders n’est pas celui de la théorie de la connaissance traditionnelle, n’est pas le monde de la nature, ou celui des outils artisanaux. C'est celui de l'« immense accumulation de marchandises » (Marx).
Dans le livre Sur la pseudo-concrétude de la philosophie de Heidegger, il tente une critique qui se veut radicale de l'ontologie heideggerienne présente dans ses textes d'avant la Seconde Guerre mondiale, notamment dans Être et Temps (1927), et une réfutation du concept de Dasein.

## Influence
Son travail Sur la pseudo-concrétude de la philosophie de Martin Heidegger a eu une importante influence sur l’œuvre de Theodor W. Adorno, qui le cite à plusieurs reprises dans son propre pamphlet contre Heidegger, Jargon de l'authenticité, puis dans Dialectique négative. À l'occasion de l'écriture de ce livre, les deux auteurs correspondent longuement, et règlent notamment leurs différends qui couraient depuis qu'Adorno avait recalé Anders lors du jury de thèse de ce dernier. Les deux auteurs entretiennent néanmoins une amitié tumultueuse, faite parfois d'échanges vifs.
L'Obsolescence de l'homme et le concept de « décalage prométhéen » eurent une influence sur les thèses d'Hannah Arendt, aussi bien dans Condition de l'homme moderne que dans Eichmann à Jérusalem. Malgré leur divorce, les deux philosophes ont continué à correspondre et à se citer réciproquement dans leurs œuvres (bien qu'Anders cite plus souvent Arendt qu'Arendt ne le cite).
À l'orée du XXIe siècle, Günther Anders est régulièrement cité comme précurseur de la pensée écologique, et particulièrement de l'idéologie de la décroissance. Il est ainsi abondamment cité par le philosophe Jean-Pierre Dupuy, qui préface notamment Hiroshima est partout. Il est aussi considéré comme ayant analysé par anticipation le phénomène d'« obsolescence programmée ».

## Publications

### Livres
- 1928 : Über das Haben : Sieben Kapitel zur Ontologie der Erkenntnis, Cohen, Bonn (sous le nom de Günther Stern).
- 1935 : « Une interprétation de l'a posteriori », dans Recherches philosophiques (sous le nom de Günther Stern).
- 1936 : « Pathologie de la liberté », dans Recherches philosophiques, (sous le nom de Günther Stern).
- 1938 : Die molussische Katakombe, C.H. Beck, Munich[N 3]
- 1948 : (en) « On the Pseudo-Concreteness of Heidegger's Philosophy », dans Philosophy and Phenomenological Research, vol. 3, (sous le nom de Günther Stern).
- 1951 : Kafka pro und contra : Die Prozess-Unterlagen, C.H. Beck, Munich.
- 1956 : Die Antiquiertheit des Menschen 1. Über die Seele im Zeitalter der zweiten industriellen Revolution, C.H. Beck, Munich.
- 1959 : Der Mann auf der Brücke : Tagebuch aus Hiroshima und Nagasaki, C.H. Beck, Munich.
- 1961 :
  - George Grosz, Arche, Zurich.
  - Off limits für das Gewissen : Der Briefwechsel zwischen dem Hiroshima-Piloten Claude Eatherly und Günther Anders, Rowohlt, Berlin.
- 1962 : Bert Brecht : Gespräche und Erinnerungen, Arche, Zurich.
- 1965 : Philosophische Stenogramme, Munich, C.H. Beck, 1965, 2002, p. 65 ; trad. par Thierry Simonelli, Sténogrammes philosophiques.
- 1967 : Die Schrift an der Wand. Tagebücher 1941 bis 1966, C.H. Beck, Munich.
- 1968 :
  - Nürnberg und Vietnam : Synoptisches Mosaik, Voltaire, Berlin.
  - Visit beautiful Vietnam : ABC der Aggressionen heute, Pahl-Rugenstein, Cologne.
- 1972 : Endzeit und Zeitende, C. H. Beck, Munich.
- 1978 : Kosmologische Humoreske und andere Erzählungen, Suhrkamp, Francfort.
- 1980 : Die Antiquiertheit des Menschen 2. Über die Zerstörung des Lebens im Zeitalter der dritten industriellen Revolution, C. H. Beck, Munich..
- 1985 : Besuch im Hades : Auschwitz und Breslau 1966, 2e éd., C.H. Beck, Munich.
- 1987 : Günther Anders antwortet : Interviews und Erklärungen, Elke Schubert (éd.), Éd. Tiamat, Berlin.
- 1988 :
  - Der Blick vom Turm. Fabeln, 3e éd., C.H. Beck, Munich.
  - Wir Eichmannsöhne : Offener Brief an Klaus Eichmann, 2e éd., C.H. Beck, Munich.
- 1989 : Lieben gestern : Notizen zur Geschichte des Liebens, 2e éd., C.H. Beck, Munich.
- 1991 : Ketzereien, C. H. Beck, Munich.
- 1992 :
  - Die molussische Katakombe. Roman, C. H. Beck, Munich.
  - Über philosophische Diktion und das Problem der Popularisierung, Wallstein Verlag, Göttingen.
- 1993 :
  - Die atomare Drohung : Radikale Überlegungen zum atomaren Zeitalter, 6e éd., C.H. Beck, Munich.
  - Mariechen, C. H. Beck, Munich.
  - Mensch ohne Welt., 2e éd., C.H. Beck, Munich.
  - Philosophische Stenogramme., 2e éd., C.H. Beck, Munich.
- 1994 :
  - Blick vom Mond, 2e éd., C.H. Beck, Munich.
  - Obdachlose Skulptur, C. H. Beck, Munich.
  - Tagebücher und Gedichte., C. H. Beck, Munich.
  - Übertreibungen in Richtung Wahrheit, C. H. Beck, Munich.
- 1995 : Hiroschima ist überall, C. H. Beck, Munich.
- 2001 : Über Heidegger, Gerhard Oberschlick (éd.), C. H. Beck, Munich.
- 2011 : Die Kirschenschlacht. Dialoge mit Hannah Arendt, C. H. Beck, Munich

### Traductions françaises

#### Livres
- Kafka pour et contre, Strasbourg, Circé, 1990.
- Et si je suis désespéré, que voulez-vous que j'y fasse ? : Entretien avec Mathias Greffrath, trad. Christophe David, Paris, Allia, 2001. (Extraits, trad. Catherine Weinzorn, dans Austriaca, no 35)
- L'Obsolescence de l'homme, t. 1 : Sur l'âme à l'époque de la deuxième révolution industrielle, trad. Christophe David, Paris, éditions Ivrea et éditions de l'Encyclopédie des Nuisances, 2002.
- L'Obsolescence de l'homme, t. 2 : Sur la destruction de la vie à l’époque de la troisième révolution industrielle, trad. Christophe David, Paris, Éditions Fario, 2011.
- Sur la pseudo-concrétude de la philosophie de Heidegger, trad. Luc Mercier, Paris, Sens et Tonka, 2003
- Nous, fils d'Eichmann, (lettre ouverte à Klaus Eichmann), trad. Sabine Cornille et Philippe Ivernel, Paris, Payot et Rivages, 1999 ; éd. de poche, 2003.
- George Grosz suivi de Un mort est mort, trad. Catherine Wermester, Paris, Allia, 2005.
- La Haine à l'état d'antiquité, trad. Ph. Ivernel, Paris, Payot & Rivages, 2007.
- La menace nucléaire : Considérations radicales sur l'âge atomique (trad. Christophe David), Serpent à plumes, 323 p. (ISBN 978-2268057781) (Un chapitre de cet ouvrage a été repris sous le titre Le Temps de la fin, préface de François L'Yvonnet, Paris, L'Herne, 2007)
- Hiroshima est partout, préface Dupuy, trad. Trierweiler, Morabia, Veyret et Cazenave, Paris, Seuil, 2008.
- Divers chapitres de livres sont parus dans les revues Conférence[29] et Fario.
- Aimer hier. Notes pour une histoire du sentiment, trad. Isabelle Kalinowski, Fage éditions, 2012
- Journaux de l'exil et du retour, trad. Isabelle Kalinowski, Fage éditions, 2012
- La Bataille de cerises. Dialogues avec Hannah Arendt, trad. Philippe Ivernel, Paris, Payot et Rivages, 2013.
- Sculpture sans abri., trad. Christophe David, Paris, Éditions Fario, 2013.
- La Violence : oui ou non. Une discussion nécessaire, trad. Christophe David avec Elsa Petit et Guillaume Plas, Paris, Éditions Fario, 2014
- Visite dans l'Hadès, trad. Christophe David, Lormont, Le Bord de l'eau, 2014.
- Sténogrammes philosophiques, trad. Nicolas Briand, Paris, Éditions Fario, Paris, 2015.
- L'homme sans monde, trad. Christophe David, Paris, Éditions Fario, 2015.
- Ma judéité, trad. Annika Ellenberger et Christophe David, Paris, Éditions Fario, 2016.
- Hannah Arendt/ Günther Anders, Correspondance 1939-1975, suivie d'écrits croisés, trad. Annika Ellenberger et Christophe David, Paris, Éditions Fario, 2019.
- L'artifice humain : Pour une anthropologie "négative", Éditions Eterotopia, 2020.
- La Catacombe de Molussie, (trad. Annika Ellenberger, Perrine Wilhelm et Christophe David), L'Échappée, 2021.
- Le Rêve des machines (trad. de l'anglais par Benoît Reverte), Paris, Allia, 2022, 144 p. (ISBN 979-10-304-1579-7)
- L'Émigré, (trad. Armand Croissant), Paris, Allia, 2022, 64 p.
- Vue de la Lune, (trad. Annika Ellenberger, Christophe David, Perrine Wilhelm), Genève, éd. Héros-Limite, 2022, 224 p.
- L'Humain étranger au monde, une anthropologie philosophique[30], Fario, 2023, 408 p.  (ISBN 979-1091902892)
- Visit Beautiful Vietnam : Chronique des agressions contemporaines, trad. fr. & présent. Nicolas Briand, Paris, Les Belles Lettres, 360 p., 2024  (ISBN 978-2251455754)

#### Articles
- « Sur le photomontage », trad. Catherine Wermester, dans L'art est en danger, Paris, Allia, 2012, 80 p.  (ISBN 978-2-84485-434-6)
- « Une interprétation de l'a posteriori », trad. Emmanuel Levinas, dans Recherches philosophiques, 1934, p. 65-80 (texte intégral).
- « Pathologie de la liberté. Essai sur la non-identification », traduction P.-A. Stéphanopoli, dans Recherches philosophiques, 1937, p. 22-54 (texte intégral.
- « Thèses sur la théorie des besoins », traduction et commentaire Jean-Pierre Baudet, Thèses de Günther Anders présentées le 25 août 1942, suivies d'une discussion entre Adorno, Anders, Brecht, Eisler, Horkheimer, Marcuse, Reichenbach et Viertel (in: Max Horkheimer, Gesammelte Schriften tome 12, p. 559 et suivantes), (texte intégral).
- « Écrire de la poésie aujourd’hui », trad. Laurent Margantin ; « La Désuétude de la réalité », trad. Thierry Simonelli, dans Conférence, no 21, automne 2005, Paris.
- « Obsolescence des machines », trad. Vincent Deroche, dans Conférence, no 20, printemps 2005, p. 423-437.
- « La Mort du monde devant les yeux », trad. Thierry Simonelli ; « Obsolescence du travail », trad. Vincent Deroche, dans Conférence, no 17, automne 2003, p. 81-104.
- « Les Morts. Discours sur les trois guerres mondiales », trad. Ariel Morabia dans Esprit, no 5, mai 2003, p. 127-156.
- « L’Humanité dépassée », trad. Pauline Bouteiller, Clémence Fallet et Pierre Peigné, dans Conférence, no 14, printemps 2002, p. 249-276.
- « L'Homme sans monde », trad. Michèle Colombo, dans Conférence, no 12, printemps 2001, p. 311-338.
- « Désuétude de la méchanceté », trad. Michèle Colombo, dans Conférence, no 9, automne 1999, p. 167-187.